# Csillagközi romboló (televíziós sorozat, 2004)
A Csillagközi romboló (eredeti cím: Battlestar Galactica) egy sci-fi sorozat, amit Ronald D. Moore alkotott újra a kétezres években a Battlestar Galactica (Galactica, a harci csillag) c. klasszikus, 1978-tól a nyolcvanas évek közepéig vetített sci-fi tévésorozat alapján, s először az Egyesült Királyságban, majd az Amerikai Egyesült Államokban vetítették. Moore sorozata nem teljesen az eredeti megismétlése modernizált látvánnyal, jelentős változásokat tartalmaz mondanivalójában, történetében, szereplőiben is.
A sorozat egy háromórás minisorozattal kezdődik, mely után kezdődik a sorozat valódi első évada. Több folytatás, film és/vagy spin-off készült belőle. A franchise cselekménye az emberiség és az általa teremtett gépek, a cylonok háborúskodására épül; valamint az ebben főszerepet játszó Galactica nevű hadihajó (a szinkronban többnyire "csillagközi romboló" avagy "Csillagközi") legénységéről; amely az emberek utolsó megmaradt mentsvára.
A sorozat, sötét hangulatával, drámai cselekményvezetésével és színvonalas megvalósításával összességében  a kétezres évek egyik legkedvezőbben fogadott sci-fi-je lett. [forrás?]

## Ismertető
Csaknem 40 év telt már el azóta, hogy az emberiség tizenkét kolóniája először találta magát szemben a cylonokkal. Az akkori harcok során sikerült megszabadulni tőlük, ám most visszatértek, hogy kegyetlen tervüket végrehajtsák. Elpusztították a kolóniákat, majdnem teljesen kiirtották az emberiséget, elűzték a túlélőket otthonaikból, és flottájuk könyörtelenül üldözi őket az Űr mélyén is. Az elfogottakra halál vár, vagy kegyetlen emberkísérletek.
A Galactica csillaghajó és parányi űrflottájának utasai (50 000 ember) a cylonok által elpusztított civilizáció utolsó túlélői, akik egy legendákból ismert bolygót keresnek, ahol letelepedhetnek és ahol új esélyt kaphat fajuk a fennmaradásra. A legendás bolygó neve: Föld. Útjuk során azonban állandóan tartaniuk kell attól, hogy a cylonok ismét rajtuk ütnek ...

## Szereplők

### Főszereplők
- Edward James Olmos / Nico Cortez – William ('Bill') Adama parancsnok/admirális
- Mary McDonnell – Laura Roslin
- Katee Sackhoff – Kara "Starbuck" Thrace hadnagy
- Jamie Bamber – Lee "Apollo" Adama százados/kapitány
- James Callis – Gaius Baltar / "Küldött" Baltar
- Tricia Helfer – Hatos / Capricai Hatos / Gina Inviere / "Küldött" Hatos
- Grace Park – Nyolcas / Sharon "Athena" Agathon hadnagy/ Sharon "Boomer" Valerii hadnagy

### Mellékszereplők
- Michael Hogan – Saul Tigh  ezredes
- Kate Vernon - Ellen Tigh
- Aaron Douglas – Galen "Főnök"/"Főtörzs" Tyrol
- Tahmoh Penikett – Karl C. "Helo" Agathon hadnagy
- Michael Trucco - Samuel T. Anders ("Longshot")
- Alessandro Juliani –  Felix Gaeta hadnagy
- Kandyse McClure – Anastasia "Dee" Dualla (Adama)  altiszt
- Donnelly Rhodes - Dr. Shermann Cottle
- Nicki Clyne – Cally Tyrol
- Lucy Lawless – Hármas / D'anna Biers
- Paul Campbell – Billy Keikeya
- Rekha Sharma - Tory Foster

## A történet
|  | Alább a cselekmény részletei következnek! |

### Minisorozat
A minisorozat az emberiség, és az általuk készített robotok, a "cylonok" közötti háború után 40 évvel játszódik. A háborúban az emberiség elsőszámú hadihajói a battlestarok voltak. Az utolsó, még a háborúban is szolgált ilyen battlestart, a Galacticát épp múzeummá készülnek alakítani, egykori parancsnoka, William Adama kapitány vezetésével, amikor minden előzetes figyelmeztetés nélkül támadnak a cylonok, akik az elmúlt 40 évben komoly fejlődésen mentek keresztül. Megtámadják és elpusztítják mind a 12 kolóniát, a sorozatban azonban főleg az emberek főbolygóján, a Capricán véghez vitt pusztítást és küzdelmet figyelhetjük meg.
A Capricán egy Hatos cylon modell (szőke nő) behálózza a zseniális, félőrült, egoista és szoknyabolond védelmi minisztériumi tudóst, Gaius Baltart, aki - nem tudva, hogy a nő cylon - kiszivárogtatja neki a kolóniai hadiflotta hajóinak információs rendszereinek titkait. Baltar más módon is oka a pusztulásnak, ő ugyanis az új típusú, "központosított" informatikai rendszerek használatának egyik fő fejlesztője, forgalmazója és propagátora. A cylon támadással egy időben feltörik az emberi hadihajók védelmi rendszereit, a hadihajók egyszerűen lebénulnak és könnyűszerrel elpusztítják őket. A Galactica, ez a szolgálatból kivont hadihajó Adama kapitány egyik rigolyájának köszönheti megmenekülését, a parancsnok ugyanis - bár a hajó a cselekmény kezdetén már csak múzeum, látszólag nincs is harcértéke - nem engedi, hogy a régi automata rendszereket felújítsák és "központosítsák", így a cylonok vírusszoftverei nem okoznak komoly kárt bennük. A Galactica az egyetlen hajó, amely sikeresen elhárítja az ellene küldött raider-raj támadását, pár órányi repülőútra a Caprica bolygótól; bár viperaraját, mivel azok modern gépekből állnak, elpusztítják. Csak az irányító raptor menekül meg, fedélzetén Carl 'Helo' Agathon és Sharon 'Boomer' Valerii pilótákkal, a gép és Agathon azonban sebesült. Azonban elérik a Caprica felszínét, ahol megjavítják a gépet és pár menekültet vesznek a fedélzetre, a sok-sok jelentkezőből sorshúzással választva. Helo önfeláldozóan átadja saját helyét Gaius Baltarnak, és a gépek megszállta, gombafelhőktől füstölgő bolygón marad. Sharon Valerii azonban sikeresen visszatér a többségében gyermekkorú túlélőkkel a Galacticára.
Közben Laura Rosslin, a kolóniák oktatási minisztere, miután kódolt automata üzenet értesíti kormánya többi tagjának pusztulásáról, átveszi az elnöki posztot a Colonial 1-en, lévén, hogy ő maradt a legmagasabb rangú élő kormánytag a  kolóniákon. Összeszednek egy nagyobb civil hajóflottát, miközben mentik a túlélőket, de ezen hajók nem mindegyike rendelkezik FTL (fénysebesség feletti ugrás) rendszerrel, ezért mikor a cylonok támadnak, csak az FTL rendszerrel rendelkező hajók menekülhetnek el, ami a flotta felének elvesztését jelenti. Ezek után a civil flotta találkozik a "Csillagközivel" egy  hadianyagbázison. Az űrállomáson Adama kapitány összecsap az elsőként lelepleződő emberi külsejű, magát eleinte fegyvercsempésznek mondó cylonnal, aki Leoben Conoynak nevezi magát. A merényletkísérlet nem kis megrökönyödést, és újabb problémákat okoz a vezetés körében. Úgy döntenek, hogy egyelőre nem hozzák nyilvánosságra, hogy a cylonok valójában már emberi külsőt tudnak felvenni, mert pánikot, lincseléseket  okozhat.
Gaius Baltar, aki bizonyos jelek alapján, úgy tűnik, közben beleőrült a lelkiismeret-furdalásba és hallucinálni kezd - azt a hatos modellt látja állandóan, aki becsapta és kicsalta tőle a Capricai Védelmi Minisztérium titkos anyagait - zsenialitása vagy őrültsége folytán leleplez egy újabb ügynököt, aki gyaníthatóan emberbőrbe bújt cylon. Adama a gyanúba keveredett PR-szakértőt, Aaron Doralt kirakatja az elhagyott fegyverraktárként szolgáló Ragnar űrállomáson. Doralról az epizód végén valóban bebizonyosodik cylon volta, ugyanis az állomásra egy Leobenekből, Hatosokból és további Doralokból álló cylon mentőexpedíció érkezik. Van köztük pár Nyolcas is, így feltárul egy harmadik modell (Sharon) kiléte is.

### A sorozat
A sorozat az egymás ellen hol harcoló, hol szövetséget kötő emberek és cylonok közös exodusát meséli el, akik irtják (és kis híján kiirtják) egymást (cylonok az embereket, emberek a cylonokat, cylonok a cylonokat, és emberek az embereket), de a nehézségek végül összekovácsolják őket, és együtt érkeznek a Földre, egy primitív, de biológiailag hozzájuk hasonló lények által lakott gyönyörű bolygóra, ahol együtt kezdenek új életet. A három civilizáció közös utódai a mai emberiség. A középpontban William és Lee Adama, apa és fia, valamint Saul Tigh az emberek katonai vezetői állnak, Laura Rosslin, az emberek elnöke, Sharon "Boomer" Valerii (Nyolcas 1.) és Sharon "Athena" Agathon (Nyolcas 2.), valamint "capricai Hatos" cylon ügynökök, Gaius Baltar, a kalandorlelkű tudós, Kara "Starbuck" Thrace hadnagy, emberi pilóta, valamint Galen Tyroll főtörzsőrmester, gépésztiszt.
A történet az első három évadban több szálon fut: A Battlestar Galactica, ez a régi, de igen masszív hadihajó eltökélten igyekszik megvédeni a civileket az állandó cylon katonai támadásoktól és szabotázstól, és fenntartani a rendet (miközben egy ideig a katonai vezető, Adama admirális és a civil elnök, Laura Roslin is rivalizál egymással, ki a flotta valódi vezetője); a Colonial 1 nevű luxushajón az emberek civil érdekcsoportjai folytatnak politikai jellegű küzdelmet egymással, a Capricán pedig Karl Agathon „Helo”, a Galactica egy vadászpilótája, és Samuel T. Anders, egykori sportoló szervez a túlélők egy részét maguk köré gyűjtve az "ócskavasak" ellen küzdő gerilla-mozgalmat. A negyedik évad időnként bepillantást enged az eseményekbe cylon szemszögből is, mígnem kirobban a gépek polgárháborúja, s ettől kezdve az ellenségek lassan egyesülni kezdenek. A negyedik és ötödik évadban a hangsúly az "utolsó öt" cylon kilétére és a Föld keresésére irányul.

### Csillagközi Romboló: A Terv
A Terv egy önálló film a Csillagközi Romboló franchise-on belül, amely a második cylon háború elejének olyan részleteit tárja fel, amelyek kimaradtak a fő sorozatból (a film a népirtással indul, cselekményének vége pedig a fő sorozat második évadának befejező részével - Lay Down Your Burdens - egy időben zajlik).
Miután a cylonok elpusztítják a kolóniákat, két Egyes modellre hárul a feladat, hogy a nem teljesen sikeres népirtást a túlélő kb. 50 000 ember megölésével végleg befejezze. Egyikük a Galactica fedélzetére szivárog, hogy szabotőrcsoportot szervezzen az ottani alvó vagy rejtőzködő ügynökökből, melyek elpusztítanák a menekültflottát, a másik a Caprica bolygón maradt ellenállók közé épül be. A capricai Egyes modell felismeri (vagy meggyőződik arról, amit sejtettek), hogy a népirtás hiba volt, leleplezi társát a Csillagközin, és, amíg a kivégzésükre várnak, megpróbálja meggyőzni igazáról a másikat.

### Csillagközi Romboló: Penge
Ez az epizód elmeséli a 2. évad 17. és 18. rész közötti eseményeket.

### Spin-off 1: Caprica
A Battlestar Galactica testvérsorozatának spin-offja Caprica néven 2008 őszén került bemutatásra a Sci-Fi Channel gondozásában. A Caprica 50 évvel a Battlestar Galactica előtt játszódik, témája a cylonok kolóniai generációjának megszületése, számos emberi konfliktus (a Greystone és az Adama cégek rivalizálása, valamint az Egy Katonái nevű fundamentalista monoteista szekta terrormerényletei és belső hatalmi harcai) közepette. A „nagy” sorozattal ellentétben meglehetősen hűvös fogadtatásban részesült a közönség és a kritikusok részéről, egy évad után abbahagyták a gyártását.

### Spin-off 2: Vér és króm
A Battlestar Galactica: Blood & Chrome tízrészes, a saját YouTube csatornáján online sugárzott netsorozatként indult, mígnem a SyFy TV-csatorna is sugározni kezdte. Készült belőle egy némileg összetömörített pár órás tévéfilm is. A Vér és króm az első cylon háború közepe táján játszódik, és az ifjú, zöldfülű William Adama első háborús küldetését meséli el.